# Каттрини, Паола
Паола Каттрини (итал. Paola Quattrini) (род. 9 марта 1944) — итальянская актриса.

## Карьера
Паола Каттрини дебютировала в кино в раннем детстве, в фильме Il bacio di una morta (1949). С этой роли началась её долгая карьера актрисы на театральной сцене, киноэкране и телевидении. К настоящему времени число её ролей исчисляется сотнями. В 1993 году Каттрини была удостоена премии Nastro d’argento за лучшую женскую роль второго плана в фильме Пупи Авати Fratelli e sorelle. В 2004 году президент Италии Карло Чампи наградил её орденом «За заслуги перед итальянской Республикой», за жизнь, посвящённую кино, телевидению и театру.
В 2009 году Паола Каттрини опубликовала полуавтобиографическую книгу A.M.O.R.E. («Л. Ю. Б. О. В. Ь.»).

## Избранная фильмография
- Stormbound (1950)
- Gli innocenti pagano (1951)
- The Secret of Three Points (1952)
- Revenge of a Crazy Girl (1952)
- Guai ai vinti (1954)
- Girls of Today  (1955)
- Белый Ангел (1955)
- Незваный Гость (1956)
- Подвиги Геракла (1958)
- Первая Любовь (1958)
- I cuori infranti (1963)
- Ирис в крови (1971)
- La governante (1974)
- Город в осаде (1974)
- Death Hunt  (1977)
- Мои первые сорок лет (1987)
- Братья и сестры (1992)